# Are
Are (deutsch: Arrohof) ist eine ehemalige Landgemeinde im estnischen Kreis Pärnu. Das Gebiet umfasste eine Fläche von 161 km² mit 1264 Einwohnern (Stand: 2017). Die Gemeinde lag ungefähr 17 km von Pärnu entfernt. 2017 wurde Are in die Landgemeinde Tori eingegliedert.

## Gliederung
Neben dem Hauptort Are gehörten zur Landgemeinde die Dörfer Eavere, Elbu, Kurena, Lepplaane, Murru, Niidu, Suigu, Tabria, Pärivere, Parisselja und Võlla.

## Töchter und Söhne
Das Dorf Eavere ist der Geburtsort des estnischen Komponisten Anti Marguste (1931–2016).